# Daniel Nathans
Daniel Nathans, född 30 oktober 1928 i Wilmington, Delaware, USA, död 16 november 1999 i Baltimore, Maryland, var en amerikansk mikrobiolog som tilldelades Nobelpriset i fysiologi eller medicin för sin upptäckt av restriktionsenzymer och deras tillämpning i begränsningskartläggning.

## Biografi
Nathans föddes som det yngsta av nio barn ryska judiska invandrarföräldrar, Sarah (Levitan) och Samuel Nathans. Under den stora depressionen förlorade hans far sitt lilla företag och var arbetslös under lång tid.
Nathans gick i offentliga skolor innan han kom till University of Delaware, där han tog sin kandidatexamen i kemi 1950. Han tog sin masterexamen från Washington University in St. Louis 1954 och gjorde en ettårig praktik på Presbyterian Medical Center under Robert Loeb.
Nathans tog en paus innan han blev klinisk medarbetare vid National Cancer Institute vid National Institutes of Health i Bethesda, Maryland. Där delade han sin tid mellan att ta hand om patienter som fick experimentell cancerkemoterapi och forskning om nyligen upptäckta plasmacellstumörer hos möss, liknande människans multipelt myelom. Slagen av hur lite som var känt om cancerbiologi blev han intresserad av proteinsyntes i myelomtumörer och publicerade sina första artiklar om denna forskning.

## Vetenskaplig karriär
Nathans återvände till Columbia Presbyterian Medical Center för en tvåårig tjänst 1957, återigen under Robert Loebs. Han fortsatte att arbeta med problemet med proteinsyntesen så länge som tiden tillät. 1959 bestämde han sig för att arbeta med forskningen på heltid och blev forskningsassistent vid Fritz Lipmanns labb vid Rockefeller Institute i New York.
År 1962 kom Nathans till Johns Hopkins School of Medicine som biträdande professor i mikrobiologi. Han befordrades till docent 1965 och till professor 1967. Han blev chef för mikrobiologiavdelningen 1972 och tjänstgjorde i den positionen fram till 1982. År 1981 döptes Institutionen för mikrobiologi om till Institutionen för molekylärbiologi och genetik.
År 1982 gjorde Johns Hopkins University Nathans till universitetsprofessor, en position som han innehade fram till sin död 1999. Han blev också senior utredare vid Howard Hughes Medical Institute-enheten vid Johns Hopkins School of Medicine 1982. Åren 1995 till 1996 var han också universitetets interimspresident.
I januari 1999 grundade Johns Hopkins School of Medicine McKusick-Nathans Institute of Genetic Medicine, ett tvärvetenskapligt kliniskt forskningscenter uppkallat efter Nathans och den banbrytande medicinska genetikern Victor McKusick.

## Utmärkelser och hedersbetygelser
- 1967: Selman Waksman Award in Microbiology
- 1976: NAS Award in Molecular Biology
- 1978: Nobelpriset i fysiologi eller medicin
- 1979: Invald i National Academy of Sciences
- 1993: National Medal of Science

Nathans fick också sex hedersdoktorat under sin karriär.